# Karasburg
Karasburg (wymowa afrikaans: [kɐrɐsbœrχ]) – miasto w południowej Namibii, w regionie Karas.
W pobliżu Karasburga położone są następujące miasta, Grünau na zachodzie, Onseepkans na południu, Windhuk 710 km na północ, Kapsztad (RPA) 862 km na południe.
Populacja wynosi 5407 mieszkańców (2013), powierzchnia 12 km².
Karasburg jest związany z hodowlą owiec i obsługą podróżnych jadących z RPA na północ Namibii. W mieście znajduje się lotnisko Karasburg Airport, obsługujące mniejsze samoloty. 7 km na zachód położona jest tama Bondels Dam, zbudowana w 1959.
Lokalizacja: 28°1′S 18°45′E.